# 格雷格·坎寧安
格雷格·坎寧安（英語：Greg Cunningham；1991年1月31日—）是一位愛爾蘭足球運動員。在場上的位置是左後衛或左中場。現效力於英冠球隊普雷斯頓，曾效力於布里斯托爾城足球俱樂部，愛爾蘭國家足球隊成員。

## 榮譽

### 俱樂部
布里斯托城
- 英格蘭足球聯賽錦標賽冠軍：2014–15賽季

## 外部連結
- Soccerway資料庫：格雷格·坎寧安